# Simadalsfjord
Der Simadalsfjord ist der innerste Abschnitt des Eidfjords in der gleichnamigen Gemeinde Eidfjord in Vestland und damit zugleich der innerste Arm des Hardangerfjords.
Er ist vier Kilometer lang und reicht vom Sima-Kraftwerk an seinem Beginn am Ende des Simadalen westwärts etwa bis zur gedachten Linie von Eikenes nach Blurenes auf der Südseite, wo er etwa 800 m breit ist. Auf der Nordseite liegen das alte Gehöft Kjeåsen und der 1621 m hohe Berg Onen. Auf der Südseite verläuft der Fylkesvei 103.
In den Gewässern finden sich Dorsch, Makrele, Schellfisch, Köhler, Wittling und Pollack.